# Calocitta formosa
Calocitta formosa е вид птица от семейство Вранови (Corvidae).

## Разпространение
Видът е разпространен в Гватемала, Коста Рика, Мексико, Никарагуа, Салвадор и Хондурас.